# Henry Draper

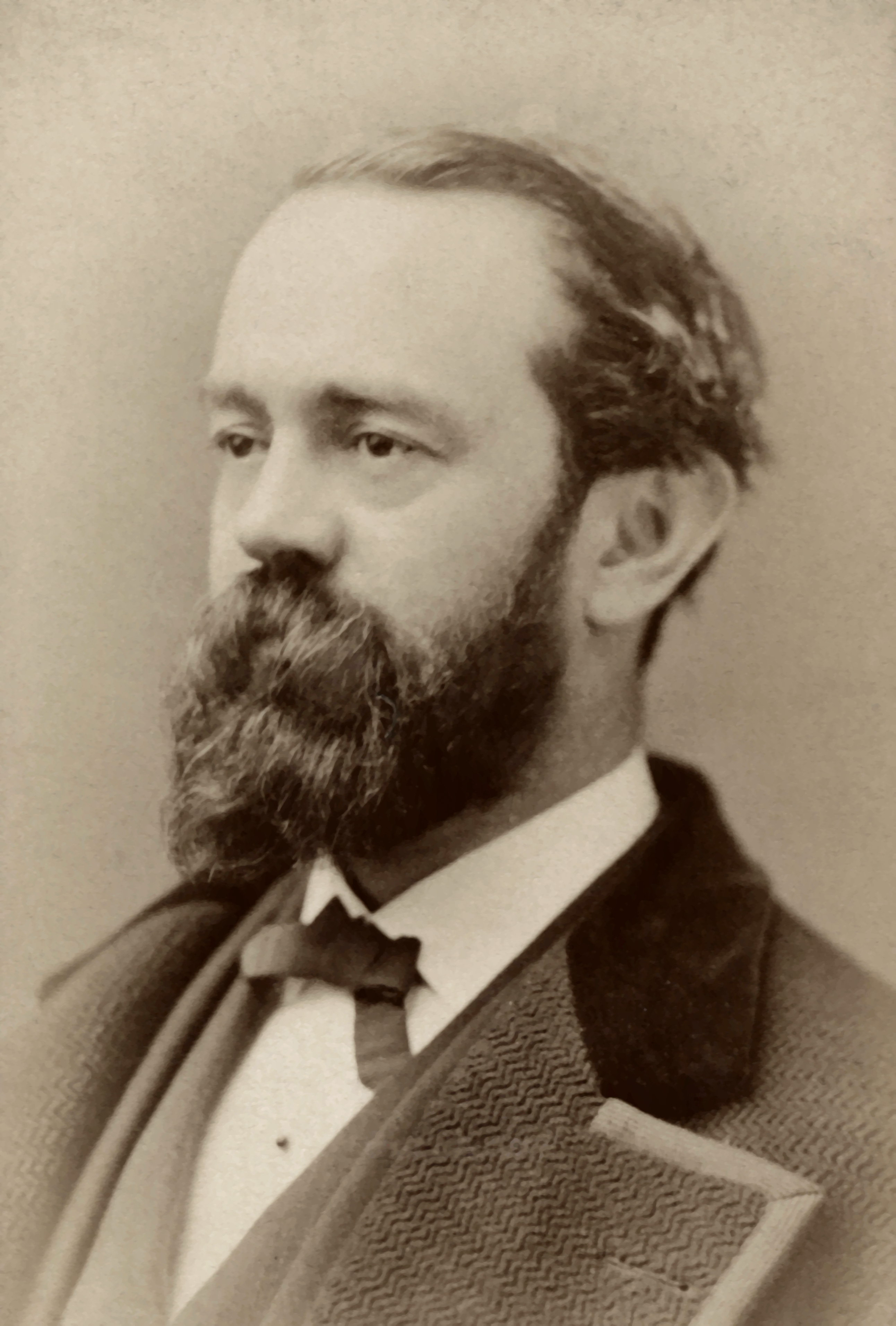
Henry Draper omstreeks 1872

Henry Draper (Prince Edward County (Virginia), 7 maart 1837 - New York, 20 november 1882) was een Amerikaans natuur- en sterrenkundige. Hij gebruikte als één der eersten de fotografie en de spectroscopie als hulpmiddel bij zijn werk als sterrenkundige.
Draper was arts van beroep, en in die hoedanigheid docent en later decaan van de faculteit geneeskunde aan de New York-universiteit. Als enthousiast amateurastronoom had hij zijn eigen Cassegraintelescoop vervaardigd met een objectiefdiameter van 72cm. Daarmee fotografeerde hij op 8 augustus 1872 het spectrum van de ster Wega, waarop 4 absorptielijnen van waterstof te herkennen waren.
Uit zijn nalatenschap werd vanuit de Harvard-sterrenwacht een stercatalogus opgezet die nog steeds zijn naam draagt. In deze catalogus werd voor het eerst de spectraalklasse van de sterren vermeld. Steraanduidingen uit deze catalogus beginnen met de letters HD gevolgd door een nummer, bijvoorbeeld HD69830.
- Bibsys: 90511613
- Catàleg d'autoritats de noms i títols de Catalunya: 981058527384606706
- Stuttgart Database of Scientific Illustrators 1450–1950: 6267
- Gemeinsame Normdatei: 118672436
- International Standard Name Identifier: 0000 0000 6299 0485
- Library of Congress Control Number: n82126502
- Nationale bibliotheek van Australië: 36549073
- Nationale Bibliotheek van Israël: 987007321898605171
- Nederlandse Thesaurus van Auteursnamen: 069159734
- PIC: 3055
- LIBRIS: 184032
- SNAC: w6nc67mr
- Système universitaire de documentation: 076362167
- Trove: 1286319
- Virtual International Authority File: 20474421
- WorldCat: E39PBJhMmvqqBgxKfKCPT6JMT3